# Лепилемур на мадам Флорет
Лепилемур на мадам Флорет (Lepilemur fleuretae) е вид бозайник от семейство Тънкотели лемури (Lepilemuridae). Видът е критично застрашен от изчезване.

## Разпространение
Разпространен е в Мадагаскар.